# 米勒斯堡 (俄亥俄州)
米勒斯堡（Millersburg）是美国俄亥俄州霍尔姆斯县的一个村，是霍尔姆斯县的县城。 2010年人口普查时人口为3025人。位于米勒斯堡西南两英里的福尔摩斯县机场服务于城市。

## 历史
米勒斯堡的老镇区由科肖克顿县的亚历山大·约翰逊和查尔斯·米勒于1815年11月提出，位于第12区西北部的9号北侧，毗邻学校用地7号，距离学校附近四分之一部分的西北角。